# Pristurus collaris
Pristurus collaris es una especie de gecos de la familia Sphaerodactylidae.

## Distribución geográfica
Es endémica del sudeste del Yemen.